# Kirkeminister
Kirkeminister er en ministerpost i Danmark, som blev oprettet i 1916 ved en opsplitning af den gamle post som kultusminister i kirkeminister og undervisningsminister. Det er dog sket flere gange siden, at den samme person har siddet på begge poster samtidig; således var kirkeministeren, Bertel Haarder (V), også undervisningsminister.
Også Margrethe Vestager bestred begge poster samtidig.
Den nuværende kirkeminister er Morten Dahlin, der overtog embedet den 15. december 2023, efter Louise Schack Elholm i forbindelse med regerings rokaden.